# مستشفى العلمة الجديد
مستشفى العلمة الجديد أو المؤسسة العمومية الإستشفائية الجديدة بالعلمة يعتبر من المستشفيات متوسطة الحجم والمتعددة الخدمات في مدينة العلمة بالجمهورية الجزائرية الديمقراطية الشعبية.

## تأسيس المستشفى
أُقيم المستشفى على أرضٍ بالمدخل الرئيسي للمدينة طريق السيار شرق غرب على جانب الطريق الرابط بالقلتة الزرقاء، حيث تبلغ مساحتها 15 هكتار، وكان الهدف من بناء المستشفى تقديم الخدمات الصحية للمواطنين وعدم الحاجة للسفر إلى الخارج واستيعاب عدد أكبر من المرضى نظرا لما عرفته المدينة والبلديات المجاورة من نمو ديمغرافي.

## بدايات تشغيله
من المقرر أن يتم الانطلاق باستغلال المستشفى بداية من 2020 ويعود إنشائه إلى سنة 2013/2014، بمدينة العلمة والمستشفى يتبع وزارة الصحة والسكان وإصلاح المستشفيات، وهو مؤسسة إدارية عامة.
ويسع المستشفى لـ 240 سرير حيث سوف يتم توسيع وفتح أقسام خاصة لاختصاصات جديدة لم تكن متوفرة في المستشفى القديم صروب الخثير منها الأمراض الصدرية وأمراض القلب جراحة الأذن والأنف وطب العيون، يستقبل مرضى قرابة 20 بلدية تحيط بمدينة العلمة، التي تتوسط المنطقة الشرقية والجنوبية والشمالية لولاية سطيف، ومن البلديات التابعة لولايات مجاورة ميلة وباتنة.

## تاريخ المؤسسة
2013/2014: الانتهاء من دراسة مشروع مستشفى العلمة الجديد وانتظار انطلاق الإنشاء.
2014:
2015:
2016:
2017:
2018:
2019: تخصيص غلاف مالي جديد من قبل وزارة الصحة واصلاح المستشفيات لإكمال المستشفى وتجهيزه بالمعدات الطبية الازمة.

## وصلات خارجية
- وزارة الصحة والسكان وإصلاح المستشفيات (الجزائر) نسخة محفوظة 3 أبريل 2016 على موقع واي باك مشين.